# Nurullah Hussein
Nurullah Hussein (* 9. Mai 1993 in Singapur), mit vollständigem Namen Muhammad Nurullah bin Mohamed Hussein, ist ein ehemaliger singapurischer Fußballspieler.

## Karriere
Nurullah Hussein erlernte das Fußballspielen in der National Football Academy in Singapur. Seinen ersten Vertrag unterschrieb er 2012 bei Gombak United. Der Verein spielte in der ersten singapurischen Liga, der S. League. Nachdem der Verein bekannt gab, dass man 2013 nicht mehr am Ligabetrieb teilnehmen wird, wechselte er zu den Young Lions. Die Young Lions sind eine U23-Mannschaft, die 2002 gegründet wurde. In der Elf spielen U23-Nationalspieler und auch Perspektivspieler. Ihnen soll die Möglichkeit gegeben werden, Spielpraxis in der ersten Liga zu sammeln. Für die Lions absolvierte er vier Erstligaspiele. 2014 unterschrieb er einen Vertrag beim ebenfalls in der ersten Liga spielenden Balestier Khalsa. Mit Balestier gewann er 2014 den Singapore Cup. Im Endspiel besiegte man Home United mit 3:1. Im Finale des Singapore League Cup stand er 2015. Hier verlor man 2:1 gegen Albirex Niigata (Singapur). Ende 2016 wurde sein Vertrag nicht verlängert. 2017 war er vertrags- und vereinslos. 2018 unterschrieb er wieder einen Vertrag bei Balestier Khalsa. Nach 32 Erstligaspielen für Balestier wurde er Anfang 2020 von Geylang International unter Vertrag genommen. Für Khalsa absolvierte er ein Erstligaspiel. Am 1. Januar 2021 beendete er seine Karriere als Fußballspieler.

## Erfolge
Balestier Khalsa
- Singapore Cup: 2014
- Singapore League Cup: 2015 (Finalist)